# Alexandra Kapelovies
Alexandra Kapelovies est une joueuse roumaine de volley-ball née le 12 octobre 1989. Elle mesure 1,83 m et joue au poste de passeuse. 

## Clubs
| Club                       | De        | À         |
| -------------------------- | --------- | --------- |
| CS Dinamo Bucarest         | …         | 2005-2006 |
| VC Mosan Yvoir             | 2006-2007 | 2007-2008 |
| Terville Florange          | 2008-2009 | 2008-2009 |
| Stade Français-Saint-Cloud | 2009-2010 | 2009-2010 |
| AS Saint-Raphaël           | 2010-2011 | 2010-2011 |
| CSM Sibiu                  | 2011-2012 | 2011-2012 |
| CS Volei Alba-Blaj         | 2012-2013 | 2012-2013 |
| Tomis Constanța            | 2013-2014 | 2013-2014 |
| CS Dinamo Bucarest         | 2014-2015 | 2015-2016 |
| CSM Bucureşti              | 2016-2017 | 2016-2017 |
| CS Știința Bacău           | 2017-2018 | 2019-2020 |
| CSO Voluntari              | 2020-2021 | …         |

## Palmarès
- Coupe de Roumanie
  - Finaliste : 2015.
- Championnat de Roumanie
  - Finaliste : 2017.